# Canal 3 (Trelew)
Canal 3 era un canal de televisión privado emplazado en la Provincia del Chubut con sedes en Trelew y Comodoro Rivadavia. Desde 2006, es propiedad del Grupo Jornada (grupo de medios de comunicación trelewense) y de Antaxus S.A. y transmite solamente programación propia. Cuenta con oficinas en Rawson, Esquel y Puerto Madryn.
Inició sus transmisiones el 25 de octubre de 1964, en circuito cerrado, y sus primeros directores fueron Pedro Arranz y Jorge Luis Peralta. Uno de sus directores fue el exgobernador chubutense Atilio Oscar Viglione. También el canal estuvo relacionado en sus inicios con Canal 4 de Esquel.
En el 2025, este canal desapareció de la nada por la sancion recibida en 2016 en la que Canal 3 no había mostrado publicidad según lo acordado.

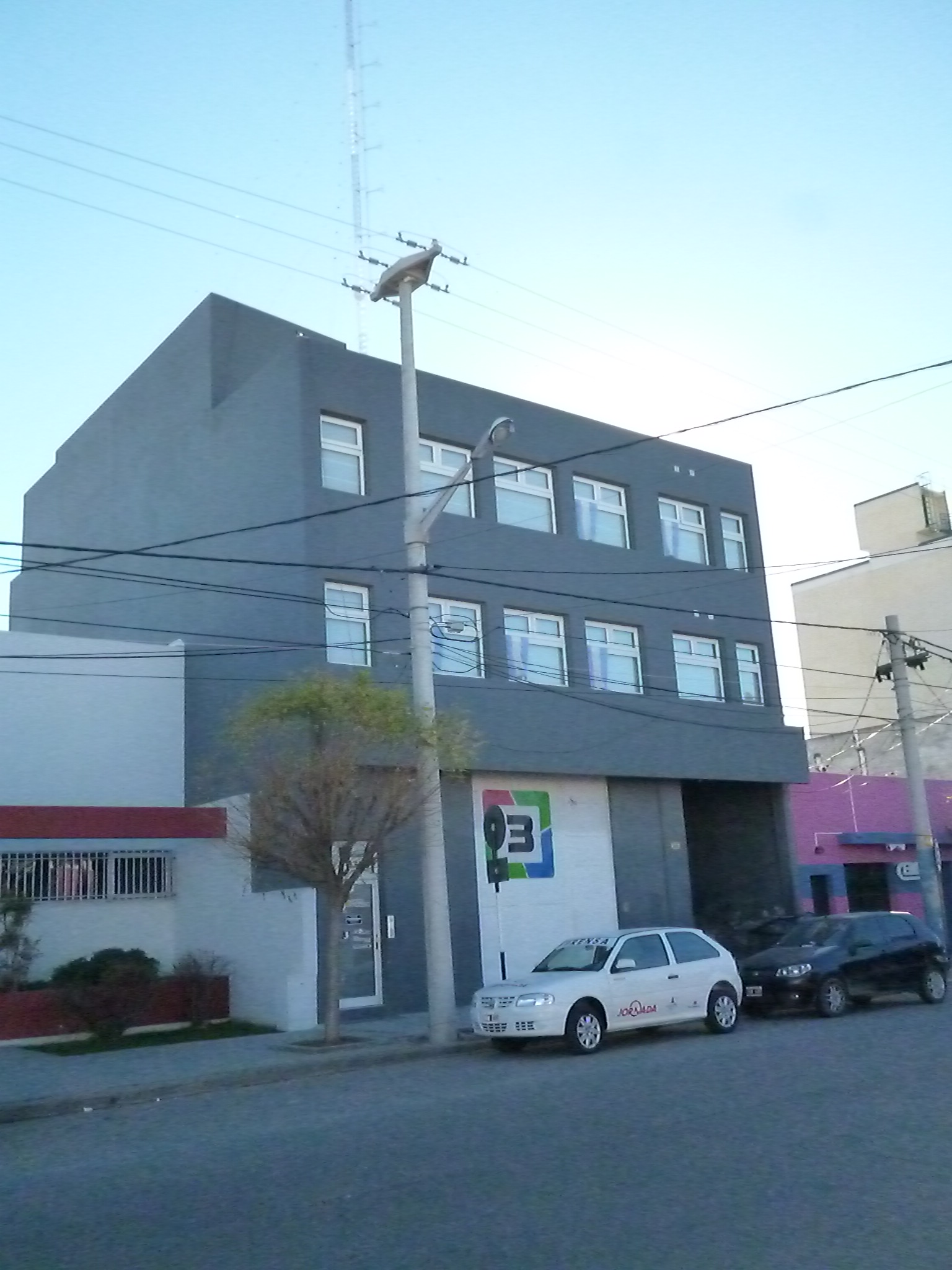
Sede en Trelew.

## Historia
Comenzaron las transmisiones el 25 de octubre de 1964, así la televisión, se corporizaba como "Canal 3".

## Canal 3 Comodoro
En la ciudad de Comodoro Rivadavia el canal trasmite de lunes a viernes de 17:00 a 00:00 horas. A veces, por error del cableoperador de la ciudad, la señal comienza a las 20:00 horas. Su programación es la siguiente:
- Cine Infantil: lunes, miércoles y viernes 17:00.
- Más Noticias Central: lunes a viernes 20:00, repetición 23:00.

El resto de la programación son videos clips musicales.